# Przełęcz Chwalisławska
Przełęcz Chwalisławska – przełęcz w Górach Złotych na wysokości 572 m n.p.m. pomiędzy Ptasznikiem a Bodakiem.
Przełęcz to szerokie siodło pomiędzy Bodakiem na północnym zachodzie a Ptasznikiem na południu. Znajduje się tu niewielka, zarastająca polana i węzeł dróg leśnych. Wokół rośnie las świerkowy.

## Szlaki turystyczne
Przez Przełęcz Chwalisławską przechodzi szlak turystyczny:
- niebieski, prowadzący z Lądka-Zdroju do Radochowa.